# Gustek
Gustek, pierwotnie Gózdek, dawna osada hutniczo-giserska, potem letniskowa, obecnie dzielnica miasta Tomaszowa Mazowieckiego, położona nad rzeką Wolbórką niedaleko od jej ujścia do Pilicy. W obrębie dawnej osady znajdują się ulice: Nadrzeczna, Szczęśliwa, Klonowa i Lipowa.  
Gustek został przyłączony do miasta Tomaszowa w roku 1915.

## Geneza nazwy miejscowej Gustek
Nazwa określała niewielki lasek liściasty, gózdek. Staropolski term gozd określał 'młody gęsty las liściasty' w opozycji do boru czyli lasu iglastego. Nazwa Gustek powstała na skutek ubezdźwięcznienia grupy konsonantycznej ZD w pozycji przed bezdźwięczną K. Tego typu sytuacja pojawiała się w formach przypadkowych, np. w Gózdku > w Gustku, do Gózdka > do Gustka. Niepoprawna nazwa własna mogła utrwalić się na skutek zaniku podstawowego desygnatu gozd, a także z powodu przejęcia nazwy przez ludność obcą - osadników niemieckich i żydowskich.

## Karty z dziejów osady
- Na początku XX wieku w Gustku ukazywał się Kurier Gustkowski, najstarsza gazeta tomaszowska.
- W tym samym czasie istniała też w Gustku prężnie działająca grupa satyryczno-komediowa, która dawała przedstawienia dla ludzi przebywających na tutejszym letnisku.
- W tej dzielnicy urodził się znany lekarz Seweryn Sterling.
- Tu mieszkał i działał Zygmunt Gawkowski, pracownik kolejowy, poeta tomaszowski.